# Архивы марксизма
Архи́вы маркси́зма (греч. Αρχείο Μαρξισμού) — греческий марксистский теоретический журнал, основанный Димитрисом Гиотопулосом и выходивший в 1923—1925 и 1927—1928 годах. Стал центром специфического марксистского течения получившего название «археомарксизм».